# 13-й/18-й гусарский полк
13-й/18-й королевский гусарский полк (собственный Её Величества Марии) (англ. 13th/18th Royal Hussars (Queen Mary's Own)) — кавалерийский полк британской армии. Он был сформирован путем слияния 13-го гусарского и 18-го королевского гусарского полков в 1922 году, а после участия во Второй мировой войне в 1992 году был объединён с 15-м/19-м Его Величества королевским гусарским полком в Лёгкий драгунский полк.

## История

### Вторая мировая война

Танки 13-го/18-го королевского гусарского полка наступают вместе с 4-м коммандо в день «Д»

Полк был создан в рамках сокращения кавалерии после Первой мировой войны путём слияния 13-го гусарского и 18-го королевского гусарского полков 9 ноября 1922 года. В декабре 1935 года он был переименован в 13-й/18-й королевский гусарский полк (собственный Её Величества Марии) в честь королевы Марии, которая была почётным командиром полка. Полк был переведён в Королевский бронетанковый корпус в апреле 1939 года..
Во время Второй мировой войны полк служил в качестве разведывательного подразделения в 1-й бронетанковой разведывательной бригаде, входившей в состав 1-й пехотной дивизии, во время битвы за Францию. Затем он служил в 27-й бронетанковой бригаде. Будучи оснащённым танками Sherman DD, он участвовал в высадке в день «Д» на Сорд-Бич и воевал во время операции «Оверлорд», и продолжая воевать в составе 27-й бронетанковой бригады до конца июля 1944 года, когда он был переведён в 8-ю бронетанковую бригаду.

### Послевоенное время
Полк был размещён в Нортгемптонских казармах в Вольфенбюттеле в марте 1946 года и вернулся в Великобританию на свою новую базу в казармах Виллемс в гарнизоне Олдершот в октябре 1947 года. Он был развёрнут в Ливии в феврале 1948 года, в Египте в апреле 1950 года и в Малайе для службы в качестве бронеавтомобильного полка во время войны в Малайе в июне 1950 года. Он вернулся в Вольфенбюттель в ноябре 1953 года, а затем передислоцировался в казармы Маклеод в Ноймюнстере в апреле 1956 года, откуда перебросил эскадрон в Аден. Он вернулся в Малайю и был размещен в лагере Рамиллис в Ипохе в июле 1958 года.
Полк вошёл в состав 7-й бронетанковой бригады и передислоцировался в казармы Уэссекс в Бад-Фаллингбостеле в феврале 1961 г. Он был переведён в 4-ю гвардейскую бригаду и передислоцирован в казармы Баркер в Падерборне в феврале 1964 г., а затем вернулся в Великобританию в качестве танкового полка в казармы Качи в Перхем Дауне (графство Уилтшир) в декабре 1966 г.; оттуда он продолжал совершать командировки в Аден. Полк вернулся в ФРГ, где вошел в состав 4-й бронетанковой бригады и разместился в казармах Суинтон в Мюнстере в январе 1968 г. Полк стал гарнизонным полком в Лонг-Кеш в январе 1972 г., после введения интернирования (операция «Деметриус» (Demetrius)) подозреваемых Временной ирландской республиканской армии.
После этой командировки полк передислоцировался в лагерь Бовингтон в качестве полка центра RAC в августе 1972 года, а затем вернулся в ФРГ, где присоединился к 7-й бронетанковой бригаде с базой в казармах Кан в Хоне в августе 1974 года. В ноябре 1977 года полк был передислоцирован в лагерь Лисанелли в Оме, а затем переведён в казармы Карвер в Уимбише в мае 1979 года; оттуда он направил свои подразделения на Кипр для выполнения миротворческих функций.
Полк был перевооружён на боевые разведывательные машины CVR(T), а также на противотанковые ракеты с проводным управлением Swingfire и передислоцирован в казармы Харевуд в Херфорде, став частью 1-го британского армейского корпуса в ноябре 1982 г. Оттуда он направил эскадрон на охрану тюрьмы «Мэйз» в сентябре 1985 года. Полк вернулся в Великобританию и вошёл в состав 1-й механизированной бригады с новой базой в казармах Ассайе в лагере Тидворт в ноябре 1986 г., откуда он вновь направил эскадроны на Кипр. Он вернулся в казармы Нортгемптон в Вольфенбюттеле в качестве полка разведки 1-й бронетанковой дивизии в мае 1991 г. Полк объединился с 15-м/19-м Его Величества королевским гусарским полком в Лёгкий драгунский полк 1 декабря 1992 г..

## Полковой музей
Полковая коллекция хранится в музее Дискавери в Ньюкасл-апон-Тайн.

## Боевая слава
Помимо унаследованых от 13-го и 18-го гусарских полков надписей боевой славы на знамени, также приобрёл дополнительные за время службы:
- Вторая мировая война: Dyle, Withdrawal to Escaut, Ypres-Comines Canal, Normandy Landing, Bréville, Caen, Bourguébus Ridge, Mont Pinçon, St. Pierre La Vielle, Geilenkirchen, Roer, Rhineland, Waal Flats, Goch, Rhine, Bremen, North-West Europe 1940 '44-45.